# Ischnostrangalis stricticollis
Ischnostrangalis stricticollis là một loài bọ cánh cứng trong họ Cerambycidae.